# Campionati del mondo di ciclismo su pista 2016 - Corsa a punti femminile
La corsa a punti femminile ai Campionati del mondo di ciclismo su pista 2016 si è svolta il 5 marzo 2016 su un percorso di 100 giri per un totale di 25 km/h con sprint intermedi ogni 10 giri.
Accreditate alla partenza 20 cicliste di federazioni diverse, delle quali 19 completarono la gara.

## Podio
| Pos.    | Atleta              | Nazionalità |
| ------- | ------------------- | ----------- |
| Oro     | Katarzyna Pawłowska | Polonia     |
| Argento | Jasmin Glaesser     | Canada      |
| Bronzo  | Arlenis Sierra      | Cuba        |

## Risultati
| Posizione | Atleti              | Nazione       | Punti sprint | punti giro | punti totali |
| --------- | ------------------- | ------------- | ------------ | ---------- | ------------ |
| 1         | Katarzyna Pawłowska | Polonia       | 15           | 0          | 15           |
| 2         | Jasmin Glaesser     | Canada        | 14           | 0          | 14           |
| 3         | Arlenis Sierra      | Cuba          | 14           | 0          | 14           |
| 4         | Georgia Baker       | Australia     | 13           | 0          | 13           |
| 5         | Emily Nelson        | Gran Bretagna | 8            | 0          | 8            |
| 6         | Stephanie Pohl      | Germania      | 7            | 0          | 7            |
| 7         | Kimberly Geist      | Stati Uniti   | 6            | 0          | 6            |
| 8         | Gulnaz Badykova     | Russia        | 5            | 0          | 5            |
| 9         | Jarmila Machačová   | Rep. Ceca     | 5            | 0          | 5            |
| 10        | Ina Savenka         | Bielorussia   | 5            | 0          | 5            |
| 11        | Elena Cecchini      | Italia        | 4            | 0          | 4            |
| 12        | Lotte Kopecky       | Belgio        | 2            | 0          | 2            |
| 13        | Minami Uwano        | Giappone      | 2            | 0          | 2            |
| 14        | Hanna Solovey       | Ucraina       | 1            | 0          | 1            |
| 15        | Élise Delzenne      | Francia       | 1            | 0          | 1            |
| 16        | Alžbeta Pavlendová  | Slovacchia    | 0            | 0          | 0            |
| 17        | Irene Usabiaga      | Spagna        | 0            | 0          | 0            |
| 18        | Pang Yao            | Hong Kong     | 0            | 0          | 0            |
| 19        | Caroline Ryan       | Irlanda       | 0            | 0          | 0            |
| 20        | Aušrinė Trebaitė    | Lituania      | 8            | −20        | −12          |